# Ухналь Алла Миколаївна
Алла Миколаївна Ухналь (нар. 30 травня 1945, місто Полтава Полтавської області) — українська радянська діячка, випробувач електродвигунів Полтавського електромеханічного заводу «Електромотор». Депутат Верховної Ради УРСР 8—10-го скликань.

## Біографія
У 1961 році закінчила неповну середню школу.
З 1961 року — учень токаря, токар Полтавського турбомеханічного заводу.
З 1966 року — випробувач електродвигунів Полтавського електромеханічного заводу «Електромотор».
Закінчила вечірню середню школу.
Потім — на пенсії в місті Полтаві.

## Нагороди
- ордени
- медаль «За доблесну працю. В ознаменування 100-річчя з дня народження Володимира Ілліча Леніна» (1970)
- медалі
- Почесна грамота ЦК ВЛКСМ